# Kasr al-Mucharram
Kasr al-Mucharram (arab. قصر المخرم) – wieś w Syrii, w muhafazie Hama. W 2004 roku liczyła 552 mieszkańców.